# Евангелическо-лютеранская церковь Папуа — Новой Гвинеи
Евангелическо-лютеранская церковь Папуа — Новой Гвинеи (англ. Evangelical Lutheran Church of Papua New Guinea) — протестантская конфессия в Папуа — Новой Гвинее, исповедующая лютеранскую ветвь христианской веры.

## История
Евангелическо-лютеранская церковь Папуа-Новой Гвинеи выросла из деятельности двух германских организаций — Миссионерского общества Нойендеттельзау (Neuendettelsau Mission Society), начиная с 1886 года, и Рейнского миссионерского общества (Rhenish Missionary Society), начиная с 1887 года. Во время Второй мировой войны все миссионеры покинули этот район, и многие миссионерские станции, церкви, школы и больницы были уничтожены. После войны лютеранским церквям в Австралии и Северной Америке было предложено помочь восстановить церковь в Папуа — Новой Гвинее, создав организацию «Лютеранская миссия Новой Гвинеи». В 1956 году миссионеры-эмигранты и лидеры местных церквей сформировали нынешнюю местную церковь. На момент основания церковь называлась «Евангелическо-лютеранской церковью Новой Гвинеи» (англ. Evangelical Lutheran Church of New Guinea, ELCONG), а ее епископом-основателем был миссионер-эмигрант из Американской лютеранской церкви.
Первый местный епископ был избран в 1973 году. В 1975 году, накануне независимости страны, название церкви было изменено на «Евангелическо-лютеранскую церковь Папуа — Новой Гвинеи» (англ. Evangelical Lutheran Church of Papua New Guinea, ELCPNG). В 1977 году церковь была объявлена автономной, и к ней присоединилась еще одна местная лютеранская церковь, организованная Австралийской лютеранской миссией.

## Внешние сношения
Церковь является членом и партнёрствует со следующими организациями:
- Всемирная лютеранская федерация (с 1976 года)
- Всемирный совет церквей
- Тихоокеанская конференция церквей
- Лютеранская церковь Австралии

Церковь поддерживает тесные отношения с «лютеранской церковью Гутниус», в основном в провинции Энга, чьи истоки были Американская лютеранская церковь – Миссурийский синод, и имеет общий колледж духовенства в Лаэ.

## Доктрина
В соответствии с доктриной организации церковь — это «тело Христа на земле, чтобы люди могли возрастать в вере и жить как братья и сестры. Эта функция церкви проявляется в проповеди Евангелия и совершении таинств, приближая людей к Богу, чтобы они могли наследовать жизнь вечную. Церковь учит, что Святой Дух делает возможным и укрепляет эту работу.»

## Структура
Церковь зарегистрирована Актом Парламента Папуа-Новой Гвинеи от 1991 года, и ее крещёные члены насчитывают около 900 000 человек. В церкви семь отделов: евангелизация, образование, земли и собственность, подготовка служителей, медицинские услуги, услуги развития, финансы. Приходы разделены на 17 районов в зависимости от географических и демографических потребностей. Церковь управляет 81 медицинским центром, 224 начальными школами, 18 средними школами, 6 средними школами, 3 общественными школами, одним педагогическим колледжем, 3 колледжами медсестер, 5 библейскими школами для девочек, 3 семинариями и учебным центром для евангелистов (согласно собственному сайту церкви).

## Внешние ссылки
- Официальный сайт Евангелическо-лютеранской церкви Папуа-Новой Гвинеи
- Портал лютеранских церквей Азии